# Garibaldo I de Baviera
Garibaldo I de Baviera (c. 540-591) fue rey de Baviera y luego duque de Baviera, cuando pasó a ser un protectorado franco, perteneciente a la Dinastía Agilolfinga desde el ca. 555 al 591. Es considerado el padre de las dinastías bávaras.
Tras la muerte del rey merovingio Teodebaldo, su sucesor Clotario I se casó con su viuda Vulderade, hija del rey de los lombardos Vacón. Los obispos de Clotario refutaron el matrimonio, por lo que entregó a Vulderade como esposa a Garibaldo el año 556. Esto contribuyó al prestigio de Garibaldo y además le ayudó a establecer notables relaciones diplomáticas entre los bávaros y los lombardos de Panonia y Bohemia, lo que trajo consecuencias importantes cuando los lombardos se instalaron en Italia el año 568.
Al poco tiempo, los merovingios trataron durante 585 de acercar a Garibaldo a su política, proponiendo el matrimonio entre su hija Teodolinda y el rey Childeberto II. Al mismo tiempo querían estrechar las relaciones con Autario, el nuevo rey lombardo, proponiendo el matrimonio de este con la hermana de Childeberto. Ambas ofertas fueron desatendidas y finalmente Autario se casó con Teodolinda el año 588.
Intuyendo una política antifranca, los francos enviaron un ejército a Baviera. Los hijos de Garibaldo Gundoaldo y Teodolinda escaparon a Italia, y Autario nombró a su cuñado duque de Asti. En 590, los francos invadieron Lombardía con la ayuda de Bizancio pero fueron derrotados.
Al año siguiente Childeberto estabilizó las relaciones entre francos y lombardos. Autario murió el año 590 y los duques lombardos le pidieron a Teodolinda que se volviera a casar. Ella eligió a Agilulfo, que fue nombrado sucesor. Negociaron una paz con Childeberto que se mantuvo por decenios. La paz con Baviera se estableció una vez que Tasilón tomó el poder.
No está claro si Garibaldo fue depuesto o había muerto. También se desconoce la relación entre Tasilón y Garibaldo; lo que se puede deducir de los testimonios de la época es que, sin duda, no fue uno de sus hijos.

## Familia
Con Vulderade, Garibaldo I tuvo los siguientes hijos : 
- Gondovaldo o Gundoaldo: Duque de Asti y Duque de Trento.
- Hija de nombre desconocido, casada con el duque Eoino de Trento.
- Theodelinda, Teodelinda o Teodolinda: casada con Autario y después con Agilulfo, reyes de los lombardos.

| Predecesor: - | Duque de Baviera ca. 555-591 | Sucesor: Tasilón |